# Little Italy (Chicago)
Little Italy, talvolta chiamata University Village, è un quartiere nel Near West Side di Chicago, Illinois (Stati Uniti).
Gli attuali confini sono Ashland Avenue ad ovest, Morgan Street ad est, Eisenhower Expressway a nord e Roosevelt Road a sud.
La comunità è composta da diversi gruppi etnici e socio-economici come risultato dell'immigrazione, e del rinnovo urbano e di gentrificazione e crescita della popolazione residente per la presenza dell'Università dell'Illinois.
La sua eredità italoamericana rimane evidente dai ristoranti italiani di Taylor Street; il quartiere è la casa della National Italian American Sports Hall of Fame (Istituzione che onora gli atleti sportivi italo-americani più vincenti negli Stati Uniti) e la storica chiesa cattolica di Nostra Signora di Pompei, della Madre Nostra di Chicago e della Sacra Famiglia .
Nella Little Italy di Chicago è nata la scrittrice Tina DeRosa.

## Altre Little Italy a Chicago
- Little Sicily (Piccola Sicilia) o "Little Hell" (Piccolo inferno)
- Grand Avenue
- Heart of Italy (Cuore d'Italia)
- North Harlem Avenue
- Bridgeport